# Oakland (condado de Burnett, Wisconsin)
Oakland es un pueblo ubicado en el condado de Burnett en el estado estadounidense de Wisconsin. En el Censo de 2010 tenía una población de 827 habitantes y una densidad poblacional de 9,71 personas por km².

## Geografía
Oakland se encuentra ubicado en las coordenadas 45°56′25″N 92°21′7″O / 45.94028, -92.35194. Según la Oficina del Censo de los Estados Unidos, Oakland tiene una superficie total de 85.19 km², de la cual 67.38 km² corresponden a tierra firme y (20.9%) 17.81 km² es agua.

## Demografía
Según el censo de 2010, había 827 personas residiendo en Oakland. La densidad de población era de 9,71 hab./km². De los 827 habitantes, Oakland estaba compuesto por el 94.92% blancos, el 0.97% eran afroamericanos, el 1.81% eran amerindios, el 0.36% eran asiáticos, el 0% eran isleños del Pacífico, el 0% eran de otras razas y el 1.93% pertenecían a dos o más razas. Del total de la población el 0.73% eran hispanos o latinos de cualquier raza.